# Niels Laulund
Niels Laulund Henriksen (født 4. februar 1966 i Gentofte) er en dansk tidligere roer. Han var med til at vinde guldmedalje ved OL 1996 og internationalt kendt som en del af den danske letvægtsfirer 1993-1996. Laulund stillede op for Lyngby Roklub.

## Rokarriere
Laulund begyndte at ro i 1977, og han roede tidligt i karrieren i letvægtsotteren. I denne båd var han med til at vinde VM-bronze i 1988 samt VM-sølv i 1989 og 1993. Derpå blev han en del af den originale besætning fra 1993 af den letvægtsfirer, der kom til at blive kendt som "Guldfireren". Udover Laulund bestod den af Victor Feddersen, Eskild Ebbesen og Thomas Poulsen. Laulund var dermed med til at vinde bådens første VM-guld i 1994, fulgt af sølv ved VM det følgende år, inden han var med, da letvægtsfireren første gang kom på det olympiske program i 1996.
Ved OL 1996 i Atlanta var danskerne blandt favoritterne. De lagde ud med at vinde deres indledede heat og fulgte op med at vinde deres semifinale, hvorpå finalen blev fik et spændende opløb mellem danskerne og den canadiske båd. Det endte med, at Laulund og hans kammerater vandt den første danske OL-roguldmedalje siden 1964. De sejrede med 0,55 sekunder foran Canada, mens USA fik bronze. Denne præstation gav båden sit tilnavn, "Guldfireren", som kom til at hænge ved i mange år fremover.

## Senere karriere
Efter OL-guldet var Laulund imidlertid ikke længere motiveret til at fortsætte i letvægtsfireren, og han valgte at indstille den aktive rokarriere. I stedet indledte han en karriere i erhvervslivet. På baggrund af en uddannelse som cand.merc. i strategi fra CBS har han siden arbejdet som konsulent med blandt andet ledelse, strategiudvikling og teambuilding. Han har også været divisionsdirektør i Netværk Danmark. hvorefter han blev headhuntet til jobbet som administrerende direktør for den danske virksomhed Riemann A/S, som blandt andet udvikler, producerer og sælger solbeskyttelsesproduktet P20. Han er medstifter af og administrerende direktør for CoworkIt A/S og ejer af Laulund & Co, som blandt andet er udgangspunkt for hans foredragsvirksomhed.
Laulund er gift, har tre børn og er bosiddende i Bagsværd. I forbindelse med indgåelsen af sit ægteskab slettede han Henriksen, så familien hedder derfor blot Laulund til efternavn.[kilde mangler]